# Les Choux

Les Choux este o comună în departamentul Loiret din centrul Franței. În 1 ianuarie 2022 avea o populație de 530 de locuitori.